# Ecuación de Prony
La ecuación empírica de Prony es una ecuación históricamente importante empleada en hidráulica para calcular la pérdida de carga de un fluido debida a la fricción dentro de una tubería. Se trata de una ecuación empírica, formulada en el siglo XIX por el matemático e ingeniero francés Gaspard de Prony (1755-1839), que establece:
| Símbolo                        | Nombre                                                 | Unidad |
| ------------------------------ | ------------------------------------------------------ | ------ |
| {\displaystyle h_{f}}          | Pérdida de carga debida a la fricción                  | m      |
| {\displaystyle {\frac {L}{D}}} | Relación entre la longitud y el diámetro de la tubería |        |
| {\displaystyle u}              | Velocidad del fluido por la tubería                    | m / s  |
| {\displaystyle a}              | Factor empírico                                        | s      |
| {\displaystyle b}              | Factor empírico                                        | s2 / m |

En la hidráulica moderna esta ecuación ha perdido importancia siendo sustituida por la ecuación de Darcy-Weisbach, que la utilizó como punto de partida.
- Datos: Q2572102